# Brendan Fehr

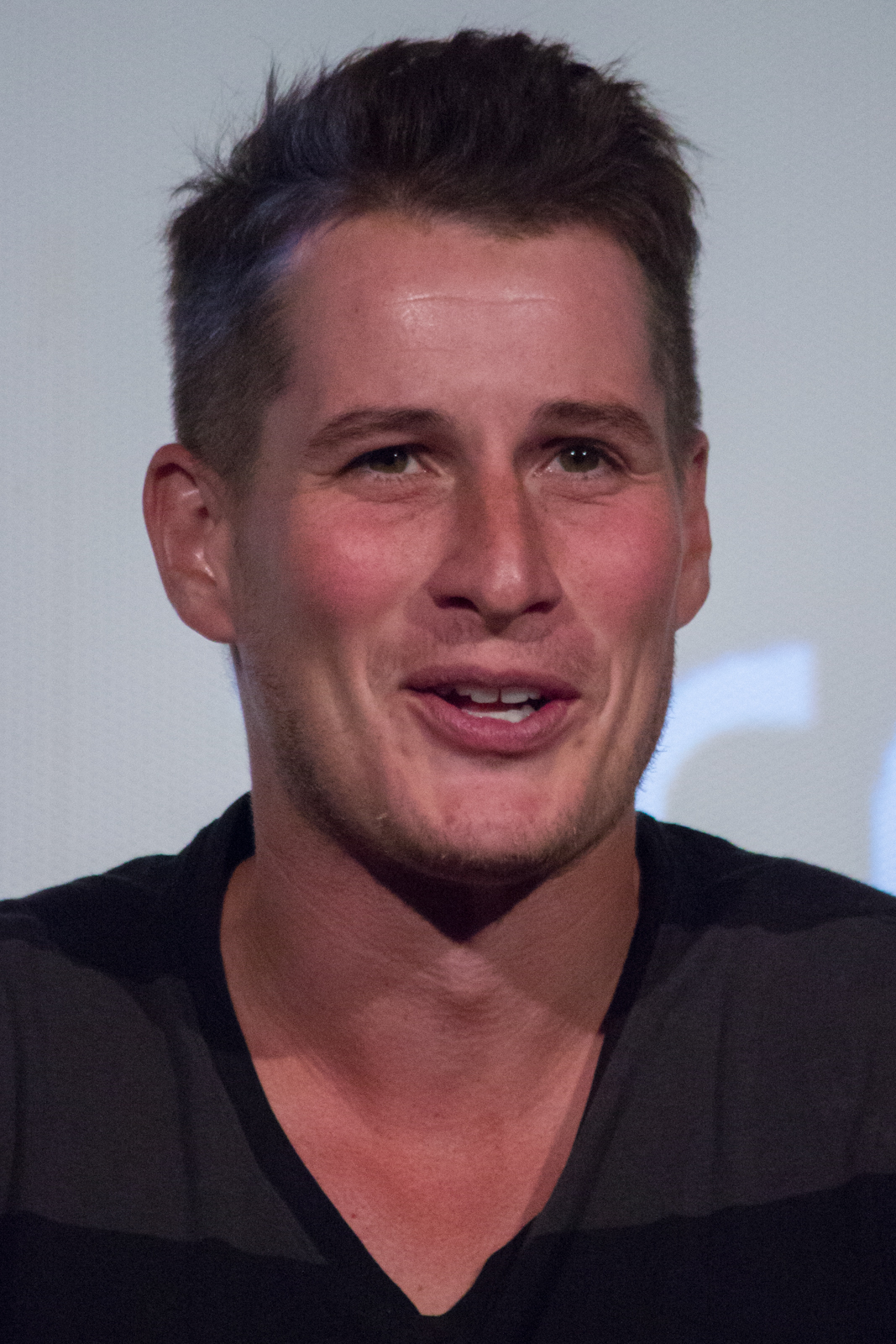
Brendan Fehr

Brendan Fehr (* 29. Oktober 1977 in New Westminster, British Columbia;  bürgerlich: Brendan Jacob Joel Fehr) ist ein kanadischer Schauspieler.

## Leben
Während seiner Kindheit wohnte er bei seiner Mutter. Seine Familie ist sehr religiös; er selbst ist gläubiger Mennonit und aktiv in einigen Wohltätigkeitsorganisationen tätig. Nachdem er 1990 die High School beendet hatte, zog er nach Winnipeg. Um sein Taschengeld aufzubessern, nahm er Modeljobs für Kataloge und Magazine an. Eine professionelle Model-Agentur, bei der er bis heute unter Vertrag ist, schlug ihm vor, es als Schauspieler zu versuchen. Seine erste Rolle erhielt er in der Fernsehserie Breaker High.
Es folgten kleinere Rollen in Millennium – Fürchte deinen Nächsten wie Dich selbst, Die neue Addams Familie und einigen anderen Serien. Seine erste Hauptrolle hatte er in der Science-Fiction-Serie Roswell als „Michael Guerin“. Danach war er in Filmen wie Dich kriegen wir auch noch!, Perfect Little Angels und Final Destination mit kleineren Auftritten zu sehen. In den Filmproduktionen Taken My Life und The Forsaken waren seine Rollen bereits umfangreicher. Dem deutschen Publikum ist er durch die Rollen des „Dan Cooper“ in der TV-Serie CSI: Miami und gegenwärtig durch die des „Jared Booth“ in Bones bekannt.
Fehr ist Kanadier; er ist sportbegeistert, fährt Ski und Snowboard. Als Fan der kanadischen Hockey League geht er auch selbst diesem Sport nach.
Er war eine Zeit lang mit seiner Schauspielkollegin Majandra Delfino in einer On-off-Beziehung liiert. Seit Juli 2006 ist er mit Jennifer Rowley verheiratet; das Paar hat drei Töchter. Fehr ist Metallica-Fan, was sich auch an seinen Tattoos zeigt.

## Filmografie (Auswahl)
- 1997: Breaker High (Fernsehserie, Folge 1x24 Tamira Has Two Faces)
- 1997: Night Man (Fernsehserie, Folge 2x03 It Came from Out of the Sky)
- 1998: Teuflische Engel – Sie kriegen euch auch noch (Perfect Little Angels, Fernsehfilm)
- 1998: Auf den Spuren des Wahnsinns (Every Mother’s Worst Fear, Fernsehfilm)
- 1998: Hand
- 1998: Dich kriegen wir auch noch! (Disturbing Behavior)
- 1998–1999: Millennium – Fürchte deinen Nächsten wie Dich selbst (Millennium, Fernsehserie, 2 Folgen)
- 1999: Christinas Haus (Christina’s House)
- 1999: Die neue Addams Family (The New Addams Family, Fernsehserie, Folge 1x34 Wednesday’s Crush)
- 1999: Unantastbar – Unsere ehrwürdigen Söhne (Our Guys: Outrage at Glen Ridge, Fernsehfilm)
- 1999–2002: Roswell (Fernsehserie, 61 Folgen)
- 2000: Final Destination
- 2001: The Forsaken – Die Nacht ist gierig (The Forsaken)
- 2001: Stirb später, Liebling (Kill Me Later)
- 2002: Long Shot
- 2002: Edge of Madness
- 2003: Nemesis Game
- 2003: Biker Boyz
- 2004: Childstar
- 2004: Sugar
- 2005–2008: CSI: Miami (Fernsehserie, 35 Folgen)
- 2006: Comeback Season
- 2005: Mein verschärftes Wochenende (The Long Weekend)
- 2007: The Fifth Patient
- 2008: Samurai Girl (Minifernsehserie, 6 Folgen)
- 2008: The Other Side of the Tracks
- 2008–2010: Bones – Die Knochenjägerin (Bones, Fernsehserie, 5 Folgen)
- 2010: Liebe und Eis 4 – Feuer und Eis (The Cutting Edge: Fire & Ice, Fernsehfilm)
- 2010: CSI: NY (Fernsehserie, Folge 6x21 Bauchschuss)
- 2010: Eisbeben – Alarm in der Arktis (Ice Quake, Fernsehfilm)
- 2011: X-Men: Erste Entscheidung (X-Men: First Class)
- 2011: And Baby Will Fall
- 2011: Fort McCoy
- 2011: Weihnachtszauber – Ein Kuss kann alles verändern (A Christmas Kiss)
- 2011–2012: Nikita (Fernsehserie, 2 Folgen)
- 2012: Adopting Terror (Fernsehfilm)
- 2012: Silent Night – Leise rieselt das Blut (Silent Night)
- 2013: 13 Eerie – We Prey for You (13 Eerie)
- 2014: House of Secrets
- 2014: Guardians of the Galaxy
- 2014–2017: The Night Shift (Fernsehserie, 45 Folgen)
- 2016–2017: Better Call Saul (Fernsehserie, 2 Folgen)
- 2017: Wynonna Earp (Fernsehserie, 4 Folgen)
- 2020: Wander – Die Verschwörung ist real (Wander)
- 2022: The Commando – Nur einer wird überleben (The Commando)